# VRAM
Video RAM ili VRAM, je inačica dinamičkog RAM (DRAM) koji ima pristup s dvije strane (dualport), koji se nekada najčešće koristi za pohranu spremnika okvira u nekim grafičkim karticama. VRAM su izumili F. Dill, D. Ling i R. Matick dok su radili za IBM Research 1980. godine. VRAM je zašićen je patentom 1985. (US Patent 4541075). Prva tržišna uporaba VRAM bio u visokoj razlučivosti za grafički prilagodnik koji je uveden u 1986za IBM PC / RT sustav, i svojom pojavom postavio je novi standard za grafičke prikaze.
Prije razvoja VRAMa, brze grafičke kartice bile su prilično skupe, i bile su jedino dostupne na skupim radnim stanicama. Razvojem VRAMa omogućavalo masovnu uspostavu GUI operacijskih sustava.